# Exposition (géographie)

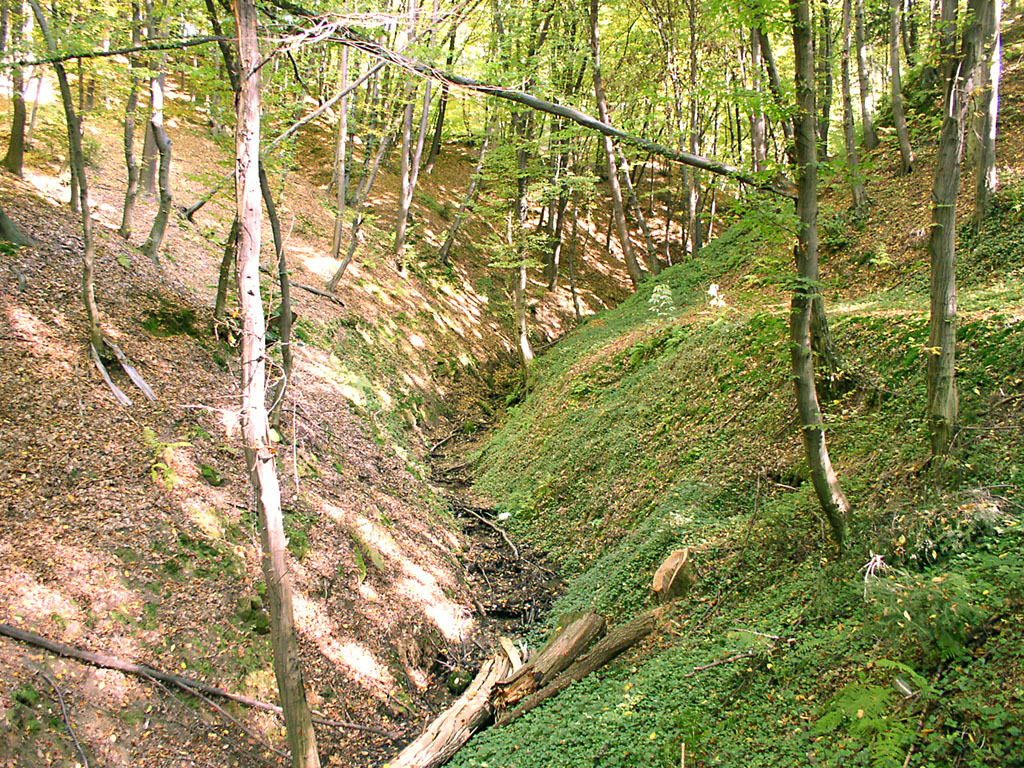
Deux versants diversement exposés peuvent développer une végétation différente ou de précocité différente (avec ici un effet visuel de type Ying-Yang)

Pour les articles homonymes, voir Exposition.
En géographie, l'exposition désigne la situation d'un site ou d'un bâtiment par rapport au soleil ou considérant la lumière qu'il va recevoir, son orientation par rapport à un point cardinal. 
L'exposition d'un sol en pente modifie fortement le microclimat, et par suite l'humidité et le risque de gel, ainsi que l'ensoleillement, ainsi secondairement que la flore, la fonge et la faune, et les rendements agricoles ou sylvicoles. C'est un facteur qui intéresse également l'écologie du paysage. En termes de productivité biologique, un versant exposé au sud ou sud-ouest peut favoriser une productivité accrue, mais peut aussi être plus vulnérable aux sécheresses.
De même l'architecture peut tenir compte de ce facteur, considéré comme primordial pour l'architecture dite « bioclimatique » et/ou HQE. C'est un élément également essentiel pour la valorisation de l'énergie solaire (panneaux photovoltaïques en particulier).
On peut aussi parler, avec une connotation plus négative, d'exposition aux intempéries, aux UV ou à la pollution de l'air qui ont des composantes climatiques et environnementales.